# George Lott
George Martin Lott, ameriški tenisač, * 16. oktober 1906, Springfield, Illinois, ZDA, † 3. december 1991, Chicago, ZDA.
George Lott je v posamični konkurence največji uspeh kariere dosegel z uvrstitvijo v finale turnirja za Nacionalno prvenstvo ZDA leta 1931, ko ga je premagal Ellsworth Vines. Na turnirjih za Prvenstvo Anglije se je najdlje uvrstil v četrtfinale v letih 1929, 1930 in 1934, kot tudi na turnirjih za Amatersko prvenstvo Francije leta 1931. Uspešnejši je bil v konkurenci moških dvojic, kjer je petkrat osvojil Nacionalno prvenstvo ZDA, v letih 1928, 1929, 1930, 1933 in 1934, dvakrat Prvenstvo Anglije, v letih 1931 in 1934, ter leta 1931 Amatersko prvenstvo Francije. Nacionalno prvenstvo ZDA je trikrat osvojil tudi v konkurenci mešanih dvojic, v letih 1929, 1931 in 1934, leta 1931 pa tudi Prvenstvo Anglije. V letih 1929, 1930 in 1933 je bil član ameriške reprezentance v tekmovanju International Lawn Tennis Challenge, kjer se je vselej uvrstila v finale. Leta 1964 je bil sprejet v Mednarodni teniški hram slavnih.

## Finali Grand Slamov

### Posamično (1)

#### Porazi (1)
| Leto | Turnir                   | Nasprotnik v finalu | Rezultat finala    |
| 1931 | Nacionalno prvenstvo ZDA | Ellsworth Vines     | 9–7, 3–6, 7–9, 5–7 |

### Moške dvojice (8)

#### Zmage (8)
| Leto | Turnir                       | Partner        | Nasprotnika v finalu            | Rezultat finala           |
| 1928 | Nacionalno prvenstvo ZDA     | John Hennessey | Gerald Patterson Jack Hawkes    | 6–1, 6–2, 6–1             |
| 1929 | Nacionalno prvenstvo ZDA (2) | John Doeg      | Berkely Bell Lewis White        | 10–8, 16–14, 6–1          |
| 1930 | Nacionalno prvenstvo ZDA (3) | John Doeg      | John Van Ryn Wilmer Allison     | 8–6, 6–3, 4–6, 13–15, 6–4 |
| 1931 | Amatersko prvenstvo Francije | John Van Ryn   | Vernon Kirby Norman Farquharson | 6–4, 6–3, 6–4             |
| 1931 | Prvenstvo Anglije            | John Van Ryn   | Jacques Brugnon Henri Cochet    | 6–2, 10–8, 9–11, 3–6, 6–3 |
| 1933 | Nacionalno prvenstvo ZDA (4) | Lester Stoefen | Frank Shields Frank Parker      | 11–13, 9–7, 9–7, 6–3      |
| 1934 | Prvenstvo Anglije (2)        | Lester Stoefen | Jean Borotra Jacques Brugnon    | 6–4, 7–5, 6–1             |
| 1934 | Nacionalno prvenstvo ZDA (5) | Lester Stoefen | Wilmer Allison John Van Ryn     | 6–4, 9–7, 3–6, 6–4        |